# Zagtoon
Zagtoon (también conocido como ZAG Entertainment) es una productora francesa propiedad de ZAG Group, especializada en series animadas. Fue fundada en 2009 por Jeremy Zag y Jacqueline Tordjman.
Zagtoon desarrolla propiedades internacionales en Europa, los EE. UU. y Asia. Esta empresa desarrolla producciones originales o adaptaciones de propiedades existentes como una serie sobre una película.
Zagtoon cuenta con estudios en París (Francia), Seúl (Corea del sur), Bruselas (Bélgica), Tokio (Japón) y Los Ángeles (Estados Unidos).

## Producciones
- 2011: Rosie (con 2 minutos, 102x1 episodios, difusión Gulli y AB en Francia)
- 2012: Kobushi (con Gulli y AB Producciones, 104x7 episodios)
- 2013: Sammy Turtles & Co (con nWave Pictures, Nexus Factory, y Studio Canal, 52x13 episodios)[4]
- 2014: Popples, (con Saban Brands y Method Animación, 52x13 episodios en full CGI)[4]
- 2015: Miraculous: las aventuras de Ladybug (con Toei, Method Animation, SAMG Animation, 26x3 episodios en full CGI)[4]
- 2017: Zak Storm (7C's) (con Man of Action, Method Animación, y SAMG Animación)[4][5]